# QPACE
QPACE (QCD Parallel Computing on the Cell) – ein besonders schneller und gleichzeitig bezüglich des Energieverbrauchs besonders effizienter Mikroprozessor – ist ein aktuelles Projekt mit dem Ziel, einen besonders effizienten, massiv-parallelen, skalierbaren Supercomputer zu erhalten, der auf Anwendungen in der Quantenchromodynamik bzw. der Gitter-QCD spezialisiert ist. Der Rechner besitzt die Struktur eines dreidimensionalen Torus identischer Knotenrechner. Die Knotenrechner basieren auf dem von IBM entwickelten Mikroprozessor PowerXCell 8i.
Die Knotenrechner (4608 Stück) sind alle aneinander gekoppelt; und zwar durch ein FPGA (Field Programmable Gate Array) auf der Basis des Xilinx Virtex-5, das ist ein optimierter Netzprozessor, der an den PowerXCell 8i angehängt wird.
Die drei existierenden identischen QPACE-Supercomputer am Forschungszentrum Jülich, an der Universität Regensburg und an der Bergischen Universität Wuppertal standen seit November 2009 ein Jahr lang an der Spitze der Liste Green500 (das ist die Liste der schnellen Rechner, die sich durch besondere Energie-Effizienz auszeichnen) und belegten zugleich die Ränge 110, 111 und 112  in der Liste der schnellsten Supercomputer überhaupt, der Liste TOP500.
Jeder der drei QPACE-Rechner hat als Knotenrechner 3,2-GHz-PowerXCell-8i-Prozessoren, die in vier sogenannten „Racks“ untergebracht sind.
QPACE erreicht 43 TFLOPS, bei einem Energieverbrauch von nur 59,49 KW.

## Folgeprojekte
Inzwischen existieren zwei Folgeprojekte:
- Erstens ein Rechner iDataCool, der gegenwärtig (2014) besonders effizient in der Kühlleistung ist und gleichzeitig erhöhte Schnelligkeit durch Verwendung von Grafikprozessoren, GPUs, anstelle der sonst üblichen CPUs erzielt.

Die mit QPACE und iDataCool gemachten Erfahrungen sind in die Entwicklung des neuen IBM-Großrechners „SuperMUC“ am Leibniz-Rechenzentrum in München eingegangen; und zweitens
- das Projekt QPACE II, welches Vielkernprozessoren von Intel benutzen soll[3]